# Фетисов, Александр Трофимович
Алекса́ндр Трофи́мович Фети́сов (30 октября [12 ноября] 1908 в Красноярске — 24 мая 1942 на Западном фронте) — журналист, дальневосточный советский писатель, член Союза писателей СССР, первым описавший в литературе китобойный промысел в СССР.

## Биография
Александр Трофимович Фетисов — родился 30 октября [12 ноября] 1908 года в Красноярске, учился в церковно-приходской школе, окончил реальное училище, профтехническую общественно-кооперативную школу.
Работал в газетах «Советская Сибирь» (1925—1929), «Тихоокеанская звезда» (1933—1940), во Всесоюзном радиокомитете в Москве (1940—1942).
В Хабаровске, в газете «Тихоокеанская звезда» заведовал промышленно-экономическим сектором, постоянный корреспондент «ТОЗ» в Приморье, на Камчатке.
Фронтовик (воинское звание — капитан), участник Великой Отечественной войны, пропал без вести 24 мая 1942 года, направляясь как военкор — радиожурналист-очеркист Всесоюзного радиокомитета на самолете за линию фронта, в леса Белоруссии, к партизанам (Западный фронт).

## Творчество
Одним из первых рассказал о дальневосточном пограничнике Никите Карацупе.
Одним из первых рассказал в литературе о деятельности директора треста «Дальстрой» Эдуарда Берзина.
Одним из первых ввел в литературу образ дальневосточных китобоев, произведение из рода литературы советского романтизма. Повесть «Китобои» рассказывает о том, как советские люди овладевали в те годы новым для нашей страны морским промыслом.
Материалы книги Александра Фетисова «Китобои» были использованы хабаровским писателем Анатолием Ваховым для написания первой части масштабной трилогии «Китобои» — приключенческого романа «Трагедия капитана Лигова» (трилогия включает в себя: «Трагедия капитана Лигова», «Шторм не утихает», «Фонтаны на горизонте») — о драматических страницах истории отечественного китобойного промысла.

## Семья
Сын Александр Александрович Фетисов.

## Сочинения
- Фетисов А. Т. Колымские рассказы. — Хабаровск: Дальгиз, 1936. — 172 с.
- Фетисов А. Т. Китобои: Повесть. — Хабаровск: Дальгиз, 1939. — 104 с.
- Фетисов А. Т. Приключения капитана Вьюгина (Китобои): Повесть. Предисл. Пронякина К. А. — Хабаровск: Дебри-ДВ, 2020. — 158 с. (Хабаровский репринт).